# Luke Lugs Luggage
Luke Lugs Luggage é um curta-metragem norte-americano de 1916, do gênero comédia, estrelado por Harold Lloyd.

## Elenco

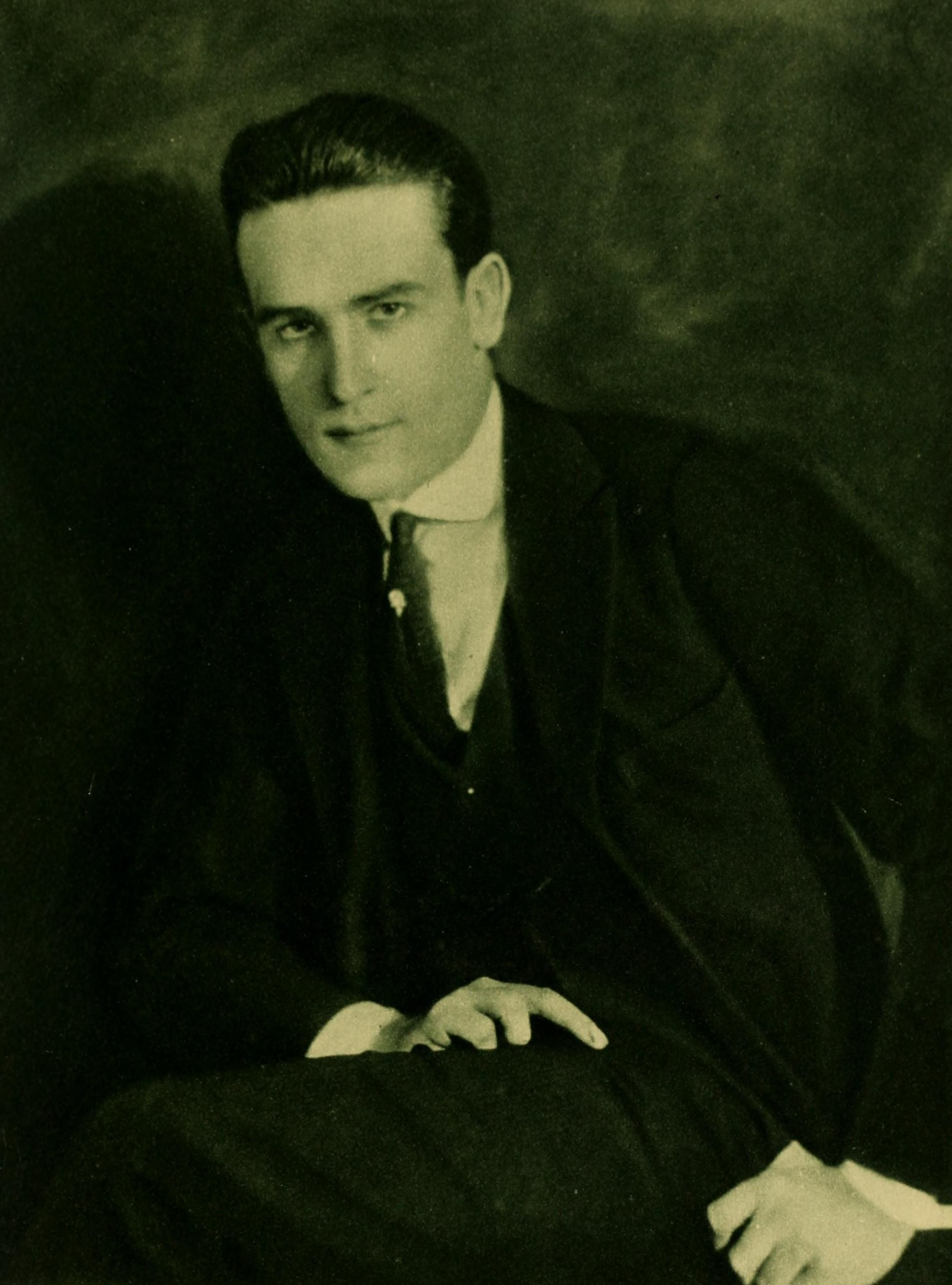
Harold Lloyd

- Harold Lloyd - Lonesome Luke
- Gene Marsh
- Snub Pollard
- Bebe Daniels